# Loredana Boboc
Loredana Boboc, (Bucareste, 12 de maio de 1984) é uma ex-ginasta romena que competiu em provas de ginástica artística.
Loredana fez parte da equipe romena que disputou os Jogos Olímpicos de Sydney, em 2000. Neles, ao lado de Simona Amanar, Andreea Isarescu, Maria Olaru, Claudia Presacan e Andreea Raducan, conquistou a medalha de ouro na prova coletiva, ao superar a equipe russa e norte-americana, prata e bronze, respectivamente.